# Joan l'Almoiner
Joan de les Almoines o Joan V d'Alexandria (grec antic: Ἰωάννης ὁ Ἐλεήμων, Iōannēs ho Eleēmōn; llatí: Iohannes Eleemosynarius) (Amathus, Xipre, segona meitat del segle V - Xipre, 619) fou Patriarca Ortodox d'Alexandria. És venerat com a sant per diverses confessions cristianes.

## Biografia
Va néixer a Amathus (Xipre), fill d'Epifani, governador de Xipre. Es va casar i va tenir fills, però van morir i, vidu i sense fills, va iniciar la vida religiosa.

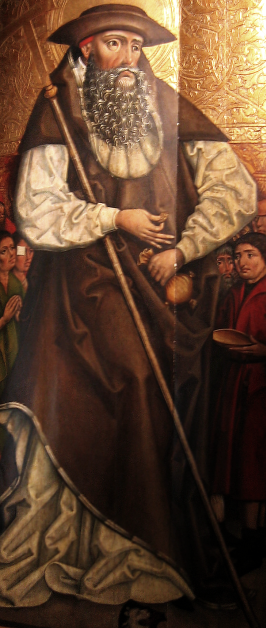
Pintura anònima del s. XV (Varsòvia, museu).

A la mort del patriarca Teodor d'Alexandria, els alexandrins demanaren a l'emperador Focas que nomenés Joan com a successor: fou nomenat patriarca ortodox d'Alexandria vers el 609, prenent el nom de Joan V. Es va caracteritzar pel seu amor als necessitats i la generositat amb què els tractà. Deia que de jove havia tingut la visió d'una jove amb una garlanda d'olivera al cap, que li digué que era la Compassió, filla gran del Gran Rei. Des de llavors, practicava la caritat amb tothom, especialment amb els pobres, per la qual cosa rebé el sobrenom d'Almoiner.
Va fer una llista de milers de necessitats als que atenia especialment, i als que anomenava "senyors i amos". A més de distribuir almoines i fer caritat, fent servir les rendes eclesiàstiques, visitava els hospitals tres cops la setmana i alliberava esclaus. Va lluitar contra la simonia i l'heretgia, millorant l'educació religiosa.
Va reformar els sistemes de pesos i mesures per beneficiar els més pobres i acabar amb la corrupció d'alguns funcionaris. A més, aixecà un gran nombre d'esglésies a la ciutat, passant-ne de set a setanta. Quan els sassànides saquejaren Jerusalem en 614, va enviar grans quantitats de menjar i diners als cristians de la ciutat, que s'havien quedat sense res. Quan els mateixos perses atacaren Alexandria en 616, va haver de marxa-ne i es refugià a Xipre, on morí cap al 619.
A la seva mort la seu va restar quasi dos anys vacant.
Gardiner, bisbe de Winchester, li atribueix la Epistola ad Caesarium, generalment atribuïda a Joan Crisòstom, que inclou una condemna de la doctrina de la transsubstanciació.

## Veneració
Antigament es van escriure diverses biografies d'aquest personatge: una de Joan Mosc i Sofroni; una de Lleonci bisbe de Neàpolis de Xipre (traduïda per Anastasi el Bibliotecari al segle ix); i una tercera de Simeó Metafrastes amb versió llatina de Gentià Hervet (Gentianus Hervetus).
És venerat com a sant i la festivitat litúrgica n'és el 23 de gener.

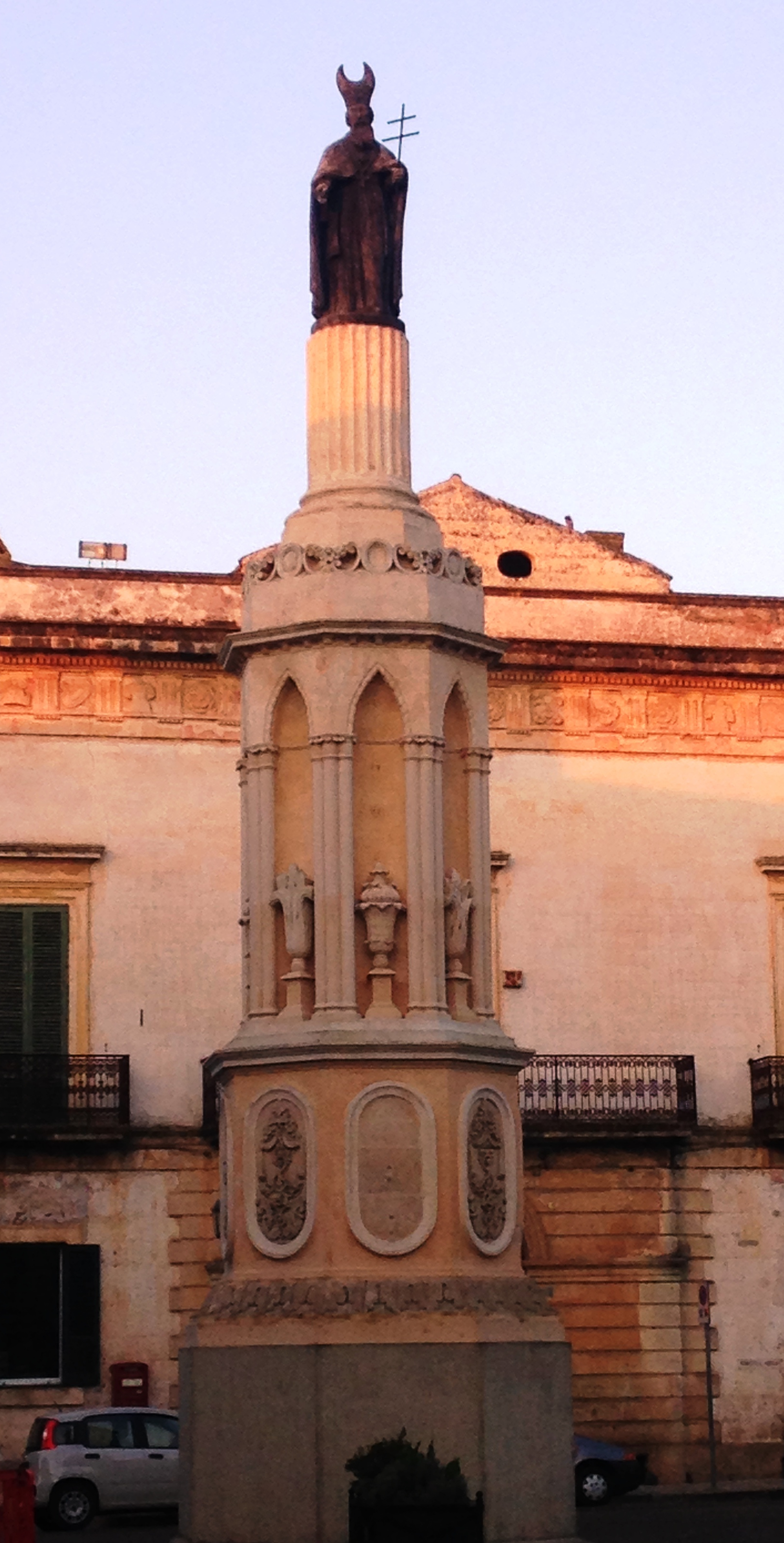
Monument amb la imatge del sant a Casarano
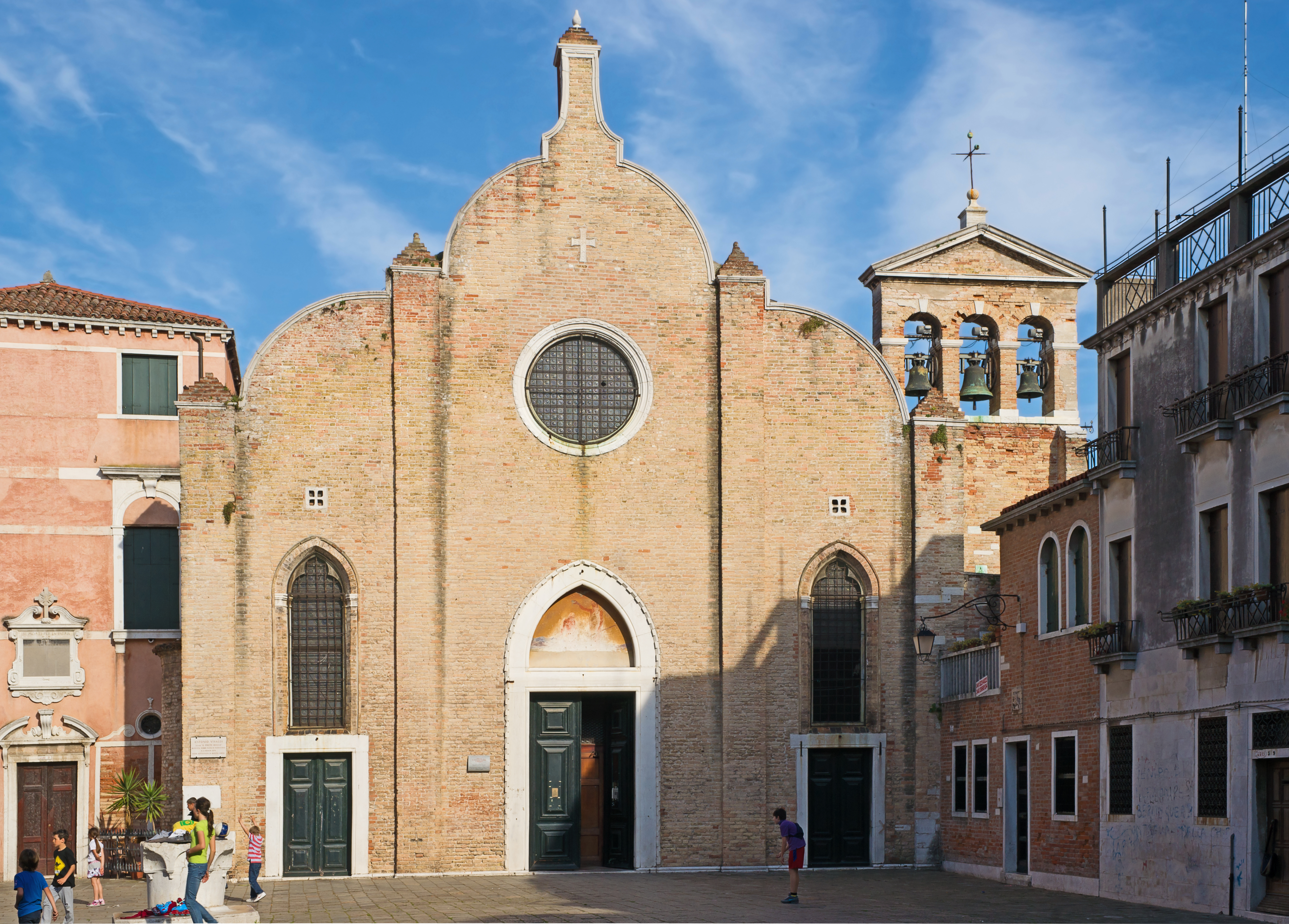
San Giovanni in Bragora (Venècia), lloc del seu enterrament
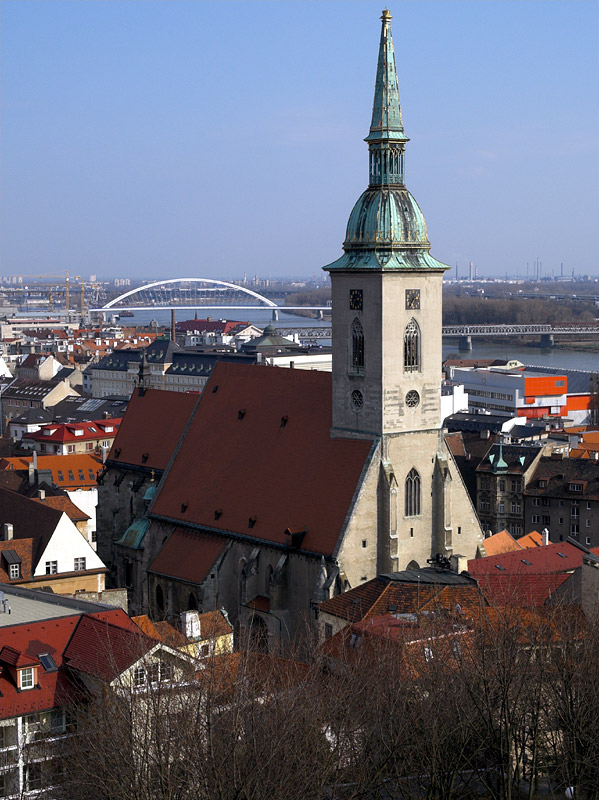
Catedral de Bratislava
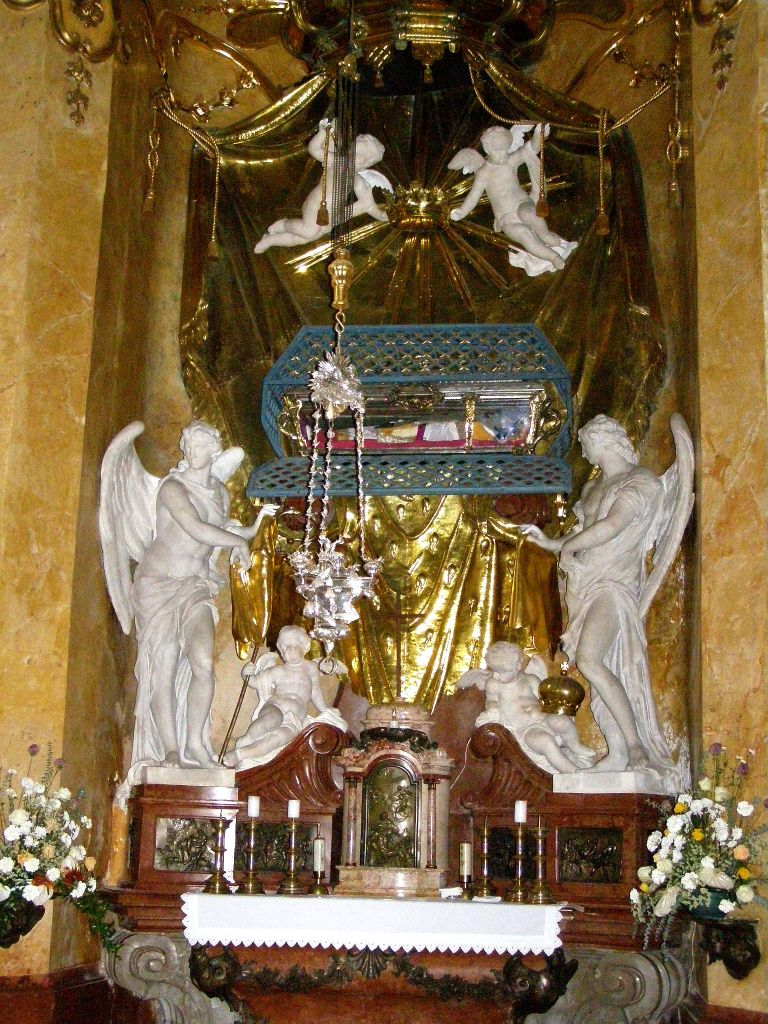
Relíquia del sant a la catedral de Bratislava

### Relíquies i culte
El seu cos fou sebollit a l'església de Sant Ticó d'Amathus, d'on fou portat a Constantinoble; en 1249 fou traslladat a Venècia, on reposà a l'església de San Giovanni Battista in Bragora (l'església de San Giovanni Elemosinario, dedicada al sant, no en guardà mai les relíquies).
Uns monjos basilians portaren, cap al segle x, una icona del sant a Casarano (Salento), que es convertí en un dels centres del seu culte. Invocat per a les calamitats, incendis i tempestes, en fou proclamat patró. El 1974, el cos del sant fou portat durant cinc mesos a Casarano, des de Venècia, amb ocasió de l'agermanament de les dues ciutats.
Una altra tradició diu que el cos del sant (o una relíquia d'ell) fou enviada pel soldà Baiazet II al rei Maties Corví en 1489: fou ubicada a la capella reial del castell de Buda, d'on passà a Tall, prop de Bratislava, el 1530, i el 1632 a la catedral de Sant Martí de Bratislava, on és avui.
Segons una tradició, la mà esquerra del sant es guardava a la Catedral de Vic.